# Bâlvănești
Bâlvănești è un comune della Romania di 1035 abitanti, ubicato nel distretto di Mehedinți, nella regione storica dell'Oltenia. 
Il comune è formato dall'unione di 5 villaggi: Bâlvănești, Bâlvăneștii de Jos, Călineștii de Jos, Călineștii de Sus, Pârlagele.